# Deo volente
Deo volente (lateinisch; „so Gott will“, Abkürzung d. v.; auch im Plural dis volentibus „so die Götter wollen“) ist eine lateinische Redewendung, mit der bereits in vorchristlicher Zeit eine zukunftsbezogene Absicht unter den Vorbehalt des göttlichen Willens bzw. eines generellen Hindernisses gestellt wird („sofern nichts dazwischenkommt“). Im Christentum kommt sie als Devotionsformel in der Conditio Jacobaea vor (Jak 4,15 ): Si Dominus voluerit. Et: Si vixerimus (Deo volente nobis viventibus, „wenn wir nach Gottes Willen am Leben sind“ oder „so Gott will und wir leben“ Abkürzung s.G.w. oder sGw).
Eine vergleichbare arabische Redewendung ist In schā'a llāh. 